# 0967
0967 è il prefisso telefonico del distretto di Soverato, appartenente al compartimento di Catanzaro.
Il distretto comprende la parte meridionale della provincia di Catanzaro. Confina con i distretti di Catanzaro (0961) a nord, di Locri (0964) a sud, di Vibo Valentia (0963) a ovest e di Lamezia Terme (0968) a nord-ovest.

## Aree locali e comuni
Il distretto di Soverato comprende 22 comuni inclusi nell'unica area locale di Soverato (ex settori di Badolato, Chiaravalle Centrale e Soverato). I comuni compresi nel distretto sono: Argusto, Badolato, Cardinale, Cenadi, Centrache, Chiaravalle Centrale, Davoli, Gagliato, Gasperina, Guardavalle, Isca sullo Ionio, Montauro, Montepaone, Olivadi, Petrizzi, San Sostene, San Vito sullo Ionio, Santa Caterina dello Ionio, Sant'Andrea Apostolo dello Ionio, Satriano, Soverato e Torre di Ruggiero.